# Marina Freire
Marina Freire, nome artístico de Marina da Cunha Freire Junqueira Franco (São Paulo, 6 de junho de 1910 — São Paulo, 2 de maio de 1974) foi uma atriz brasileira.

## Biografia
Marina Freire, nome artístico de Marina da Cunha Freire Junqueira Franco nasceu em 6 de junho de 1910, na cidade de São Paulo. Iniciou sua carreira em 1938, quando integrou o elenco da peça Casa Assombrada, a convite de Alfredo Mesquita.
Posteriormente, fora uma das fundadoras de um dos mais importantes grupos teatrais brasileiros, o Teatro Brasileiro de Comédia. Trabalhara ativamente em teatro até 1969, destacando-se por sua atuação em À Margem da Vida, tendo recebido o Prêmio Governador do Estado como a melhor do ano pelo seu desempenho.
Já em cinema iniciara sua carreira em 1952, com o filme Tico-Tico no fubá. Destacando-se, sobretudo, por interpretar a Prima Clara, de Sinhá Moça (1953). Em cinema, trabalhara com importantes figuras, como Anselmo Duarte, Eliane Lage, Dercy Gonçalves, Odete Lara, Tônia Carrero e Amácio Mazzaropi. 
Aposentara-se em 1972. Falecera na cidade de São Paulo, em 2 de maio de 1974.

## Filmografia

### Cinema
| Ano  | Título                             | Personagem  |
| ---- | ---------------------------------- | ----------- |
| 1972 | A Infidelidade ao Alcance de Todos | Convidada   |
| 1971 | Lua-de-Mel e Amendoim              | Dona Regina |
| 1968 | Vidas Estranhas                    | —           |
| 1968 | O Quarto                           | Amante      |
| 1967 | A Desforra                         | —           |
| 1965 | O Puritano da Rua Augusta          | Raimunda    |
| 1963 | Noites Quentes de Copacabana       | —           |
| 1963 | Casinha Pequenina                  | Josefina    |
| 1960 | Dona Violante Miranda              | Boneca      |
| 1958 | Macumba na Alta                    | Violeta     |
| 1957 | Absolutamente Certo                | Clarice     |
| 1957 | Osso, Amor e Papagaios             | —           |
| 1954 | Floradas na serra                  | Sofia       |
| 1953 | A Família Lero-Lero                | Isolina     |
| 1953 | Esquina da Ilusão                  | Angelina    |
| 1953 | Sinhá Moça                         | Prima Clara |
| 1952 | Tico-Tico no fubá                  | Amália      |

### Televisão
| Ano  | Título               | Personagem     | Notas                            |
| ---- | -------------------- | -------------- | -------------------------------- |
| 1971 | A Fábrica            | Emilinha       |                                  |
| 1970 | Toninho on the Rocks | —              |                                  |
| 1969 | Nino, o Italianinho  | Luísa          |                                  |
| 1967 | Estrelas no Chão     | Tia Inocência  |                                  |
| 1967 | A Ponte de Waterloo  | Mrs. Margareth |                                  |
| 1959 | Grande Teatro Tupi   | —              | Episódio: "Cavaleria Rusticana"  |
| 1958 | Grande Teatro Tupi   | —              | Episódio: " Grave Acusação"      |
| 1958 | Grande Teatro Tupi   | —              | Episódio: "A Herdeira"           |
| 1958 | Grande Teatro Tupi   | —              | Episódio: " A Morte de Um Rato"  |
| 1958 | Grande Teatro Tupi   | —              | Episódio: " Arsênico e Alfazema" |
| 1958 | Grande Teatro Tupi   | —              | Episódio: " O Homem do Estojo"   |
| 1958 | Grande Teatro Tupi   | —              | Episódio: "A Esposa de Otelo"    |
| 1958 | Grande Teatro Tupi   | —              | Episódio: "Senhora"              |
| 1958 | Grande Teatro Tupi   | —              | Episódio: "Hedda Gabler"         |
| 1958 | David Copperfield    | —              |                                  |
| 1956 | Grande Teatro Tupi   | —              | Episódio: "Breve Encontro"       |

## Peças de teatro[5]
- 1938 - Casa Assombrada
- 1947/1948 - À Margem da Vida
- 1948 - A Mulher do Próximo
- 1949 - Pif-Paf
- 1949 - A Noite de 16 de Janeiro
- 1949 - Dois Destinos
- 1949 - Nick Bar... Álcool, Brinquedos, Ambições
- 1950 - Os Filhos de Eduardo
- 1950 - A Ronda dos Malandros
- 1950 - O Anjo de Pedra
- 1950 - A Importância de Ser Prudente
- 1950 - O Banquete
- 1950 - O Homem de Flor na Boca
- 1950 - Do Mundo Nada Se Leva
- 1951 - Seis Personagens à Procura de um Autor
- 1951 - O Grilo da Lareira
- 1951 - Arsênico e Alfazema
- 1951 - Ralé
- 1951 - Harvey
- 1952 - Relações Internacionais
- 1952 - Para Onde a Terra Cresce
- 1952 - Antígona
- 1953 - Divórcio para Três
- 1954 - Uma Mulher do Outro Mundo
- 1955 - Os Filhos de Eduardo
- 1956 - Essas Mulheres
- 1957 - Hora da Fantasia
- 1957 - O Casal 20
- 1958 - Vestido de Noiva
- 1958 - O Casamento Suspeitoso
- 1959 - Romanoff e Julieta
- 1960 - Alô! 36-5499
- 1961 - Esta Noite Improvisamos
- 1962 - Tia Mame
- 1963 - Os Ossos do Barão
- 1965 - Camila
- 1966 - Manhãs de Sol
- 1969 - Mefi, um Seu Criado